# 前野且辰
前野且辰（まえの かつたつ / かつとき）は、江戸時代前期ごろの武将。阿波徳島藩士。辰定流前野家三代目当主で、知行400石の領主。

## 生涯
阿波徳島藩士の前野孫大夫定辰の嫡男に生まれる。母は美濃国日比野與兵衛の娘と伝わる。初め前野八之丞を名乗り、後に前野角兵衛且辰と改めた。
正室には大津主膳好顯の娘が迎えられ、三男三女をもうけたが、長女は早世した。
寛文元年（1661年）11月18日、父の定辰が病死すると、同2年（1662年）正月、辰定流前野家の家督を継承し、知行400石を引き継ぐ。
宝永3年（1706年）3月、自身の名代として嫡男の前野且朝を江戸に向かわせた。次男の角之助は出家して永圓寺に入り、三男の且親は浪人となった。
同年10月26日、病死した。

## 氏族
前野氏は、良岑朝臣の末裔である尾張国二宮大縣神社大宮司家の立木田家から派生する。苗字は、立木田高成が上総広常の娘を賜り、二人の子である高長が、母親の生地（常陸国筑波郡前野）の地名にちなんでその地を前野村（尾張国丹羽郡前野村（現在の愛知県江南市前野町〜大口町辺り））と称し、自らも前野を名乗ったことに由来する。四代目時綱の代から正式に前野を名乗るようになった。辰定流前野家は血統上は藤原北家利仁流富樫氏族坪内氏の系統にあたる。富樫氏は加賀国の守護大名であり、坪内家は加賀から尾張へ移住した富樫家の分家にあたる。また、この系統上の前野重純は出羽国秋田郡前野の地から私的に前野の名を称している。辰定流前野家は丸に洲浜紋を使用した。

## 系譜
- 祖父：前野兵大夫辰定
- 父：前野孫大夫定辰
- 母：日比野與兵衛某娘
- 正室：大津主膳好顯娘
  - 女子：早世
  - 男子：前野庄右衛門且朝
  - 男子：前野角之助（永圓寺）
  - 女子：川田其一五右衛門澁信室
  - 女子：大津典膳重忠室
  - 男子：前野大右衛門且親（浪人）